# Batata de Trás-os-Montes
A Batata de Trás-os-Montes IGP é um produto de origem portuguesa com Indicação Geográfica Protegida pela União Europeia (UE) desde 16 de fevereiro de 2007.

## Agrupamento gestor
O agrupamento gestor da indicação geográfica protegida "Batata de Trás-os-Montes" é a Cooperativa Agrícola Norte Transmontano, C. R. L.